# Jordyn Poulter
Jordyn Poulter, född 31 juli 1997 i Aurora, USA, är en volleybollspelare (passare). Hon tog guld med landslaget vid OS 2020. Hon vann också Volleyball Nations League 2019 och 2021 med landslaget. Hon har varit proffs i Italien sedan 2018.